# Марчелли, Евгений Жозефович
Евге́ний Жозе́фович Марче́лли (род. 19 мая 1957, Фрунзе, Киргизская ССР) — советский и российский режиссёр театра, кино и телевидения, директор Государственного академического театра имени Моссовета  (с 8 сентября 2020), бывший директор Театра им. Фёдора Волкова в Ярославле (2011—2019).
Заслуженный деятель искусств Российской Федерации, лауреат премии «Золотая маска» в 2006 году. Обладатель титула «Лучший режиссёр российской театральной провинции» (2005).
Ранее художественный руководитель Омского академического театра драмы, «Тильзит-театра» и Калининградского областного драматического театра, ставил спектакли также в московском Театре имени Вахтангова.
Всего на сценических площадках России поставил около 70 спектаклей.
В кино известен как режиссёр фильмов «Танец горностая» и «Река-море», а на телевидении — как один из режиссёров телесериала «Татьянин день».

## Биография
Отец, Жозеф Роккович Марчелли, итальянец, эмигрировавший в СССР в 1930 году. Мать, Зоя Сергеевна Мягких, русская. Родился 19 мая 1957 года в городе Фрунзе. Некоторое время учился в Сибирском металлургическом институте.
Окончил актёрское отделение Ярославского театрального училища, затем Театральное училище им. Б. Щукина по специальности «режиссёр драматического театра» (1985).
Учёбу совмещал с работой на сцене: с 1981 по 1985 годы — актёр Брянского ТЮЗа.
Ученик советского театрального режиссёра Фирса Ефимовича Шишигина, который обучил Евгения методологии режиссёрской работы и постижения пьесы. В Щукинском училище овладевал мастерством под началом Александра Поламишева, автора многочисленных книг по режиссуре. В студенческие годы восхищался творчеством режиссёра Академического театра им. В.Маяковского Андрея Гончарова.

### Тильзит-театр
В 1985 году в театре города Советска поставил дипломный спектакль «Остров» Э. Акопова и назначен на должность режиссёра-постановщика.
В 1991 году 34-летний Марчелли впервые стал главным режиссёром театра. Вскоре выпущен его первый авторский спектакль по Александру Блоку «В белом венчике из роз…», и показан в Севастополе на фестивале «Херсонесские игры — 1992».
В октябре 1993 года театр отмечает столетие Тильзитской сцены. Праздник открылся премьерой спектакля «Бой бабочек» — первой постановкой Германна Зудерманна в послереволюционной России.
На Международном Волковском фестивале в Ярославле в 2003 году «Тильзит-театр» был удостоен Премии Правительства Российской Федерации имени Ф. Г. Волкова «За вклад в развитие театрального искусства». В феврале 2003 года Марчелли получает звание Заслуженного деятеля искусств РФ. Он признан «Лучшим режиссёром российской театральной провинции 2005 года». В 2006 году Евгений становится обладателем Национальной Премии в области театрального искусства «Золотая Маска».

### Другие театры
В 1996 и 2000 годах режиссёр-постановщик в Театре имени Вахтангова в Москве. Работал вместе с Михаилом Ульяновым.
В 1998—1999 годах главный режиссёр Театра драмы в Калининграде.
С ноября 2003 года главный режиссёр сразу двух театров в разных концах страны — «Тильзит-театра» (г. Советск, Калининградской области) и Омского театра драмы.
С 16 июля 2008 года по август 2010 года художественный руководитель Калининградского областного драматического театра. В апреле 2009 года из-за оригинального прочтения пьесы «Дачники» Максима Горького возник скандал: общественная организация Калининграда обвинила драмтеатр в использовании порнографии во время постановки, Марчелли же назвал это «чистой девственной историей».

### Театр драмы имени Фёдора Волкова(Волковский театр)
В феврале 2011 года назначен художественным руководителем Театра им. Фёдора Волкова в Ярославле. На этом поприще сменил Бориса Мездрича, который возглавил Новосибирский театр оперы и балета.
В 2011 году поставленный им в Театре им. Фёдора Волкова спектакль «Екатерина Ивановна» выдвинут на премию «Золотая маска» в четырёх номинациях (Лучший спектакль большой формы в драматическом театре; лучшая работа режиссёра в драматическом театре — Евгений Марчелли; лучшая женская роль — Анастасия Светлова за роль Екатерины Ивановны, лучшая мужская роль — Владимир Майзингер за роль Стибелева). Актриса Анастасия Светлова получила специальный приз жюри фестиваля «Золотая маска» за исполнение титульной роли с формулировкой «За предельность и полноту сценического существования».

«Театр — это режиссёр. Нет режиссёра — и хоть тысячу талантливых артистов выведи на сцену, получишь ноль… Артисты — единственный проводник моего бреда. Только через них ты можешь реализоваться и наслаждаться».
Евгений Марчелли, 2014

В 2013 году поставленный Марчелли спектакль «Без названия» по пьесе А. Чехова «Безотцовщина» выдвинут на премию «Золотая маска» в трёх номинациях (Лучший спектакль большой формы в драматическом театре; лучшая работа режиссёра в драматическом театре — Марчелли; лучшая мужская роль — Виталий Кищенко за роль Платонова). Спектакль получил две премии — «Лучший спектакль большой формы» и «Лучшая мужская роль» — Виталий Кищенко.
В 2014 году постановка Марчелли «Дом Бернарды Альбы» выдвинута на премию «Золотая маска» в 4 номинациях (Лучший спектакль малой формы в драматическом театре; лучшая работа режиссёра в драматическом театре — Марчелли; лучшая работа художника в драматическом театре — Илья Кутянский; лучшая работа художника по костюмам в драматическом театре — Фагиля Сельская). Спектакль не стал лауреатом премии.
Постановки в Театре им. Фёдора Волкова:
- «Екатерина Ивановна» Л. Андреева
- «Зойкина квартира» М. Булгакова
- «Двое бедных румын, говорящих по-польски» Д. Масловской
- «Без названия» по пьесе А. Чехова «Безотцовщина»
- «Дом Бернарды Альбы» Ф. Гарсиа Лорки
- «Цианистый калий… С молоком или без?» Х. Х. Алонсо Мильяна
- «Волшебная лампа Аладдина» Н. Гернет
- «Иван Царевич» Ю. Кима

Руководитель постановки «Любовь, любви, любовью, о любви» по «Тёмным аллеям» И. Бунина.
5 июля 2019 года Евгений Марчелли уволился из Волковского театра по собственному желанию.

### Театр им. Моссовета
8 сентября 2020 года назначен художественным руководителем Театра им. Моссовета.

## Театральные постановки
Поставил в общей сложности более 70-ти спектаклей. Среди постановок:
- «Маскарад» М. Лермонтова,
- «Три сестры», «Вишнёвый сад», «Безотцовщина» А. Чехова,
- «Бой бабочек» Г. Зудермана,
- «Король Лир», «Ромео и Джульетта», «Отелло» У. Шекспира,
- «Гроза» А. Островского,
- «Цилиндр» Э. Де Филиппо,
- «Фрёкен Жюли» А. Стриндберга,
- «Дачники» М. Горького,
- «Зелёная зона» М. Зуева,
- «Лев зимой» Д. Голдмена,
- «Дзынь» Е. Харитонова,
- «В белом венчике из роз» Е. Марчелли,
- «Хрустальные сердца» Р. Джордано и др.
- 2000 — «Отелло» У. Шекспира (Театр имени Е. Б. Вахтангова)
- 2012 — «Жестокие игры» А. Н. Арбузова (Саратовский театр драмы)
- 2017 — «Гроза» А. Н. Островского (Театр наций)
- 2017 — «Утиная охота» А. В. Вампилова (Московский драматический театр имени М. Н. Ермоловой)
- 2019 — «Шутники» А. Н. Островского (Театр «Сатирикон» имени Аркадия Райкина)
- 2020 — «Страсти по Фоме» по повести Ф. М. Достоевского «Село Степанчиково и его обитатели» (Театр наций)
- 2021 — «Фрёкен Жюли» по пьесе А. Стриндберга (Театр им. Моссовета)
- 2021 — «Жестокие игры» по пьесе А. Арбузова (Театр им. Моссовета)

## Награды
- Лауреат премии «Золотая маска»: Специальная премия жюри драматического театра — за разнообразие творческих поисков в сезоне 2004—2005 гг. (2006 год) (Омский академический театр драмы).
- Премия «Золотая маска» за спектакль «Екатерина Ивановна» (Театр им. Фёдора Волкова). Актриса Анастасия Светлова, Специальный Приз Жюри фестиваля «Золотая маска» за исполнение титульной роли с формулировкой «За предельность и полноту сценического существования» (2011 год).
- Премия «Золотая маска» за спектакль «Без названия» (Театр им. Фёдора Волкова): «Лучший спектакль большой формы» и «Лучшая мужская роль» — Виталий Кищенко в роли Платонова.
- Номинант премии «Золотая маска» (лучший спектакль и лучший режиссёр) за спектакли:
  - «Дачники» (Омский академический театр драмы, 2004 год)
  - «Три сестры» (Тильзит-театр, 2005 год)
  - «Вишнёвый сад» и «Фрёкен Юлия» (Омский академический театр драмы, 2006 год)
  - «Екатерина Ивановна» (Театр им. Фёдора Волкова, 2011 год)
  - «Без названия» (Театр им. Фёдора Волкова, 2013 год)
  - «Дом Бернарды Альбы» (Театр им. Фёдора Волкова, 2014 год)
- Номинант премии «Чайка» за спектакль «Отелло» (Государственный академический театр имени Е. Вахтангова, 2001 год).
- Обладатель звания «Лучший режиссёр российской театральной провинции».

## Фильмография
- 2007 — 2008 — Татьянин день
- 2008 — Река-море
- 2008 — Танец горностая